# Yoko Takahagi
Yoko Takahagi (高萩 陽子, Takahagi Yōko, 17 april 1969) is een voormalig Japans voetbalster.

## Carrière
Takahagi speelde voor onder meer Tokyo Gakugei University.
Zij nam met het Japans vrouwenvoetbalelftal deel aan de Wereldkampioenschappen vrouwenvoetbal in 1991, maar zij kwam tijdens dit toernooi niet in actie.. Japan werd uitgeschakeld in de groepsfase met de Brazilië, Zweden en de Verenigde Staten.

## Statistieken
| Japans vrouwenvoetbalelftal | Japans vrouwenvoetbalelftal | Japans vrouwenvoetbalelftal |
| Jaar                        | Wed.                        | Dlp.                        |
| --------------------------- | --------------------------- | --------------------------- |
| 1986                        | 13                          | 0                           |
| 1987                        | 2                           | 0                           |
| 1988                        | 0                           | 0                           |
| 1989                        | 6                           | 0                           |
| 1990                        | 6                           | 0                           |
| 1991                        | 4                           | 0                           |
| Totaal                      | 31                          | 0                           |